# Bydgoski Rower Aglomeracyjny
Bydgoski Rower Aglomeracyjny (BRA) – system bezobsługowych wypożyczalni rowerów miejskich, działający w Bydgoszczy od 1 kwietnia 2015 roku.

## Charakterystyka
Bydgoski Rower Aglomeracyjny został uruchomiony 1 kwietnia 2015 roku z 350 rowerami i 35 stacjami. W 2018 roku obejmował on 550 rowerów w 52 stacjach (w tym trzech komercyjnych: przy Biznes Parku przy ul. Grunwaldzkiej, IKEI oraz (od 2018) Galerii Pomorskiej). Projekt zakłada wykorzystanie roweru jako alternatywnego i uzupełniającego środka transportu miejskiego.
Przed wypożyczeniem należy zarejestrować się w systemie, zaakceptować regulamin i wnieść opłatę inicjacyjną w wysokości 10 zł. Poruszanie się wypożyczonym rowerem do 20 minut jest bezpłatne, a do godziny kosztuje 1 zł. Druga godzina korzystania z roweru to 4 złote, trzecia godzina 6 złotych, a czwarta i każda następna 7 złotych. Informacja o dostępności rowerów jest podawana za pośrednictwem strony internetowej BRA. W 2015 roku Bydgoski Rower Aglomeracyjny funkcjonował od 1 kwietnia do 30 listopada, w latach 2016–2017 uruchomienie systemu miało miejsce 1 marca, a od 2018 system funkcjonuje od 1 marca do 31 października, aczkolwiek w 2018 rozpoczęcie sezonu nastąpiło z opóźnieniem z powodu problemów z wyborem operatora systemu. Rower można pożyczać i oddawać do dowolnej stacji. System komputerowy dba o autoryzację oraz rozliczenie czasu jazdy.
Lokalizacja stacji rowerowych została wyznaczona w oparciu o konsultacje z zespołem ds. polityki rowerowej miasta Bydgoszczy. System może być rozbudowywany o kolejne stacje, w tym komercyjne fundowane np. przez centra handlowe, zakłady pracy, prywatne uczelnie i inne podmioty. Można również zmienić lokalizację stacji istniejących.
Większość ze stacji ustawiono w centrum Bydgoszczy. Pozostałe stacje zlokalizowano na osiedlach Dolnego i Górnego Tarasu przy głównych węzłach przesiadkowych, m.in. przy rondach: Grunwaldzkim, Jagiellonów, Fordońskim. Najdalej usytuowane stacje znalazły się początkowo:
- w Myślęcinku – umożliwia eksplorację Leśnego Parku Kultury i Wypoczynku;
- przy ul. Nakielskiej/Bronikowskiego – umożliwia przejazd przez planty nad Kanałem Bydgoskim;
- przy ul. Fordońskiej/Wyścigowej – umożliwia przesiadkę z węzła komunikacji miejskiej służącej obsłudze dzielnicy Fordon.

### Statystyki
System cieszy się bardzo dużą popularnością wśród społeczeństwa Bydgoszczy. W ciągu pierwszego miesiąca miał 17,5 tys. użytkowników, a rowery wypożyczono 108 tysięcy razy. Po dwóch miesiącach funkcjonowania Bydgoski Rower Aglomeracyjny osiągnął roczny wynik wypożyczeń z Wrocławia. W ciągu kwietnia i maja 2015 r. jeden rower średnio wypożyczano 11 razy. W końcu czerwca 2015 r. łączna liczba wypożyczeń Bydgoskiego Roweru Aglomeracyjnego sięgała ok. 300 tys., a do sierpnia – 467 tys. W lipcu 2015 system obejmujący wówczas 30 stacji notował 5 tys. wypożyczeń dziennie – oznaczało to, że jeden rower używany był 12-14 razy dziennie, a pojedyncze egzemplarze nawet kilkadziesiąt razy w ciągu doby. Najbardziej popularnymi stacjami miejskiego roweru były: Plac Wolności, Dworzec PKS i Plac Teatralny, a najpopularniejszą trasą odcinek sprzed stadionu Zawiszy do Myślęcinka. W trwającym 8 miesięcy sezonie 2015 z roweru skorzystało 28 tys. użytkowników. Operator zanotował 585 395 wypożyczeń, co stawiało Bydgoszcz na 3. miejscu w kraju po Warszawie i Wrocławiu, a pod względem częstotliwości wypożyczania roweru (średnio 8 razy dziennie) na 3. miejscu w Europie za Dublinem i Barceloną. W 2021 z systemu skorzystano ponad 58 tys. razy.
W 2016 z usług BRA skorzystano 419 258 razy. Liczba zarejestrowanych użytkowników wzrosła do prawie 35,5 tys., a ich wiek wahał się od 10 do 62 lat. Najwięcej wypożyczeń notowano w godzinach 7-8 i 15-19, z najwyższą średnią od 15 do 16. Zdecydowana większość rowerzystów korzystało ze sprzętu krócej niż 20 minut, czyli bezpłatnie. W ciągu tygodnia najwięcej wypożyczeń notowano w czwartki, a najmniej w niedziele. Najwięcej wypożyczeń w ciągu miesiąca miało miejsce w czerwcu (69 429), maju (68 003) i kwietniu (60 722), a najmniej w listopadzie (12 955). Ponownie najbardziej popularną stacją wypożyczeń była ta przy pl. Wolności (19 952 wypożyczeń), następnie na dworcu głównym (19 580), al. Mickiewicza (17 737), rondzie Grunwaldzkim (17 353) i skrzyżowaniu Wojska Polskiego i Magnuszewskiej (16 776). Najbardziej popularną trasą wzdłuż ul. Wojska Polskiego od Trasy Uniwersyteckiej do Magnuszewskiej dokonano 3322 przejazdy (w przeciwnym kierunku 2631 razy). Niewiele mniej popularne w obu kierunkach były trasy od stadionu Zawiszy do Myślęcinka i od Ugorów wzdłuż ul. Solskiego po ks. Skorupki. Rekordzistą okazał się rowerzysta, który w ramach 2009 wypożyczeń przejeździł 690 godzin.
W 2017 roku dokonano 313 731 wypożyczeń. Ogółem w latach 2015–2017 z systemu skorzystano 1 318 384 razy.
Od początku sezonu 2018 do końca lipca dokonano blisko 275 tys. wypożyczeń. W końcu września liczba ta wzrosła do niemal 365 tys., a cały sezon 2018 zamknął się liczbą 396 099 wypożyczeń i 52 353 użytkowników. Rekordowym miesiącem okazał się maj z 84 426 wypożyczeniami, w kwietniu było ich niewiele mniej – 78 049, a w czerwcu 60 923. We wrześniu było ich 39 526, a w październiku 31 528. Najpopularniejszymi stacjami w okresie marzec – wrzesień były te na pl. Wolności (10 635 wypożyczeń), dworcu głównym (10 275), al. Mickiewicza (9 168), Wojska Polskiego/Magnuszewskiej (8892) i Skłodowskiej-Curie/Jurasza (8453), a w Fordonie – u zbiegu ul. Pelplińskiej i Skarżyńskiego (4 590), Twardzickiego z Teski (4 541) oraz na Kaliskiego przy UTP (3 979).
Rekordzista wypożyczył rower w ciągu sezonu 720 razy. Najwięcej nowych użytkowników (5289) zarejestrowało się w kwietniu. Jeden rower w ciągu sezonu był wypożyczany średnio 707 razy.
Pod koniec października 2019 liczba użytkowników systemu przekroczyła 60 tys. osób. Natomiast liczba wypożyczeń w ciągu roku spadła do poniżej 263 tysięcy, co wiąże się z obserwowaną w całym kraju konkurencją elektrycznych hulajnóg i skuterów.
Z powodu pandemii COVID-19 w 2020 system roweru miejskiego nie działał w kwietniu i początku maja; natomiast w kolejnych miesiącach liczba wypożyczeń wyniosła: w maju – 9455 razy, w czerwcu – 17 890 razy, a w lipcu 18 304 razy; od marca do końca lipca łącznie 54 992 razy, a w ciągu całego sezonu ponad 93 tys. razy, co oznaczało, że do każdego wypożyczenia miasto dopłacało 11 zł. Długotrwały spadek liczby wypożyczeń, sięgający aż 60 procent, spowodował, że szukające oszczędności władze miejskie nie zdecydowały się na przedłużenie umowy z operatorem na rok 2021. Do tego czasu w systemie BRA zrealizowano ponad 2 miliony wypożyczeń. W 2021 z zarządzanego przez nowego operatora systemu skorzystano ponad 58 tys. razy.
Poza pandemią i wiążącym się z nią odpadnięciem z grona klientów takiej grupy, jak studenci, do zmniejszenia popularności systemu przyczyniły się zarówno kwestie technologiczne (kłopotliwe mocowania w bazie za pomocą bolca, sprawiające problemy z wyjęciem roweru nawet silnej osobie; ciężkie 7-biegowe przekładnie, które miały w założeniu pomóc w pokonywaniu wzniesień, a skutkowały wysoką masą roweru i awariami; mało czytelne wyświetlacze terminali (zarówno ze względu na oświetlenie słoneczne, jak i wielkość czcionki); zawieszająca się aplikacja i problem ze zwrotami rowerów), organizacyjne (zbyt mała integracja z terenami rekreacyjnymi i zbyt późna reakcja na potrzeby mieszkańców Fordonu), jak i ruchowe (brak ciągłości dróg rowerowych).

### Bydgoszcz na tle systemów rowerów miejskich w Polsce (2015 roku)
Źródło: portalsamorzadowy.pl

## Historia
Plany wdrożenia systemu wypożyczalni rowerów miejskich w Bydgoszczy sięgają 2013 roku. System miał być uruchomiony wiosną 2014 roku, przy czym początkowo miało powstać około 15 stacji, głównie w centrum miasta i w Myślęcinku. Po roku funkcjonowania planowano poszerzenie systemu o kolejne 16 stacji – w dzielnicach wokół centrum oraz w Fordonie i na Osowej Górze, a po 2 latach kolejne 15-16 stacji także poza Bydgoszczą w gminach: Osielsko, Białe Błota i Dąbrowa Chełmińska.
Pierwszy przetarg ogłoszony wiosną 2014 roku został unieważniony, gdyż wszystkie propozycje były droższe od zaplanowanej na ten cel kwoty. Drugi przetarg rozstrzygnięto na początku października 2014 roku. Wygrała go firma BikeU, która zaoferowała usługę utworzenia i utrzymania systemu za 3,6 mln zł (na trzy lata). W przetargu startowało także konsorcjum firm Warżała i Mac System oraz Arkus & Romet Group. Firma BikeU do 2015 r. obsługiwała również systemy rowerów miejskich w Szczecinie i Bielsku-Białej. Początkowo funkcjonowało 31 stacji z 341 rowerami (310 w stacjach i 31 zapasowych; spośród 310 sztuk co najmniej 285 musi być sprawnych i gotowych do jazdy – latem 2015 do naprawy trafiało 15 rowerów dziennie). W sierpniu 2015 r. uruchomiono dodatkowe 4 stacje oraz pierwszą komercyjną stację Bydgoskiego Roweru Aglomeracyjnego przy Biznes Parku (ul. Grunwaldzka), gdzie mieści się bydgoska siedziba Atos. 4 listopada 2015 uruchomiono drugą stację komercyjną Skandynawska/IKEA. W 2017 roku planowanie jest rozszerzenie systemu BRA do blisko 60 stacji. Operator systemu zobowiązany jest do utrzymywania całodobowej infolinii (52 523 28 00).
W związku z niedostosowaniem infrastruktury drogowej i niedostatkiem dróg rowerowych w centrum miasta, w kwietniu 2015 prezydent Bydgoszczy wystąpił do Straży Miejskiej z apelem o pouczanie i edukowanie korzystających z chodników użytkowników BRA, a nie ich karanie.
Funkcjonowanie systemu BRA w związku ze strajkiem pracowników MZK zostało przedłużone o dzień 1 grudnia 2015.
Od 2018, wraz z wyłonieniem operatora na kolejny 3-letni okres, przewidziano możliwość zwiększenia liczby stacji o maksymalnie 25 (w tym 12 w Fordonie: Stary Fordon, Swobodna/Piłsudskiego, Andersa/Wolna, Pelplińska/Jarużyńska, Pelplińska/Skarżyńskiego, Brzechwy/Szancera, Andersa/Kleeberga, Twardzickiego/Bołtucia, Twardzickiego/Teski, UTP Kaliskiego, Centrum Onkologii, Akademicka/Korfantego, ponadto Gnieźnieńska/Gołębia, Kołobrzeska/Koszalińska, Kujawska/Konopnickiej, Boya-Żeleńskiego/Komuny Paryskiej) oraz zmianę kolorystyki rowerów na uzgodnioną z plastykiem miejskim granatowo (rama, widelec i osłona łańcucha) – czarno (kierownica i kosz) – szarą (błotniki).
W sierpniu 2017 w przetargu na obsługę powiększonego o 16 stacji systemu BRA w latach 2018–2020 oferty złożyły dotychczasowy operator BikeU, a także: Nextbike, konsorcja Kabit i Mega Sonic oraz WIM System i Arcus & Romet Group. Najkorzystniejszą ofertę złożyło konsorcjum Kabit i Mega Sonic, jednak ostatecznie jako operator systemu została ponownie wybrana firma BikeU, która sezon 2018 rozpoczęła w końcu marca. Począwszy od 2018 roku systemem BRA objętych jest 51 stacji z 765 terminalami do mocowania rowerów wraz z 550 nowymi rowerami, plus trzy stacje sponsorskie (łącznie 54 stacje). 224 rowery mają wałek w układzie napędowym, pozostałe posiadają klasyczny łańcuch. Z badań użytkowników BRA wynika wzrost dostępności systemu – w 2016 ponad 70 proc. osób wskazało, że czas dotarcia do stacji BRA wynosi średnio dziesięć minut, natomiast w 2018 roku 50 proc. ankietowanych odpowiedziało, że zajmuje im to do pięciu minut, a dla 31,8 proc. czas ten wynosił od pięciu do dziesięciu minut.
W grudniu 2018 BikeU przekazał 72 rowery eksploatowane w l. 2015-2017 Bydgoskiemu Zespołowi Placówek Opiekuńczo-Wychowawczych (45), Centrum Integracji Społecznej im. Jacka Kuronia w Bydgoszczy (15) oraz wydziałowi zarządzania kryzysowego Urzędu Miasta (12).
16 sierpnia 2019 w ramach Bydgoskiego Budżetu Obywatelskiego nad Starym Kanałem Bydgoskim uruchomiona została 55 stacja BRA, a 1 marca 2020 56 stacja na ul. Nakielskiej przy ul. Wierzbowej.
Z powodu pandemii koronawirusa COVID-19, od 1 kwietnia do 5 maja 2020 (początkowo przewidywano do 19 kwietnia) funkcjonowanie systemu zostało zawieszone. W 2021 i 2022 eksploatacja systemu rozpoczęła się 1 marca, kosztowała miasto nieco ponad 1,5 mln zł w pierwszym, a 1,45 mln zł w drugim roku, a operatorem była firma Homeport (467 rowerów w 2021 i 400 w 2022). W 2022 uruchomiono także mniej stacji; na początek 54 (52 miejskie plus dwie komercyjne przy Galerii Pomorskiej i Ikei). Stacja na Rynku w Starym Fordonie została wyłączona z eksploatacji do czasu zakończenia rewitalizacji rynku, a stacja sponsorska przy Atosie została zlikwidowana. Powstała natomiast stacja przy ul. Toruńskiej przy Bydgoszcz Business Parku.
W latach 2023–2024 operatorem systemu z 53 rowerami i 400 rowerami została firma BikeU. Z uwagi na dekapitalizację rowerów czas bezpłatnego wypożyczenia wydłużono z 20 do 30 minut.